# Arsenia Velasco
Arsenia Velasco (Cuenca, 31 de agosto de 1845 - Vitoria, 4 de agosto de 1874) fue una artista, cantante y actriz española.

## Biografía
Su padre José Velasco, maestro de música, la guio desde la cuna fomentando sus aptitudes musicales. En 1856 ingresó en el Real Conservatorio de Música de Declamación, con tan magníficos resultados que en 1863 obtuvo la plaza de alumna pensionada de canto.
Al salir del conservatorio después de obtener las medallas de oro, plata y cobre, se inclinó por el teatro y fue contratada por la compañía de ópera de Lorenzo R. Parodi. Debutó en Córdoba como primera contralto de la obra Lucrecia Borgia de Donizetti, con excelentes críticas, a pesar de su inexperiencia y con un solo ensayo. También su siguiente actuación en Granada cosechó un gran éxito.
En 1874 llegó a Vitoria, ciudad para ella muy querida pues su madre era vitoriana y allí habían contraído matrimonio sus padres. El público la escuchó con admiración. Fermín Herrán, quedó prendado por su arte. Desolado por la temprana pérdida, glosó su biografía llena de encendidos elogios.
Su última actuación fue en Vitoria, en el papel de Rosalva en Barba Azul, que realizó ya enferma. Pese a ello, recibió ovaciones encendidas por su interpretación.
En los siguientes días no pudo acompañar a su compañía y en muy poco tiempo murió. Vitoria la quería como a una hija adoptiva y a su entierro acudieron personas de toda clase y condición.